# Europhon
Europhon è stata un'azienda italiana produttrice di elettronica di consumo, che si occupava della progettazione diretta, della produzione a livello industriale e della commercializzazione di apparecchi radiofonici. Nel corso degli anni l'azienda acquisì importanza nel mercato delle radio ed estese le proprie produzioni ad altri tipi di elettronica (giradischi e televisori). Mantenendo in tale area il proprio segmento predominante, Europhon progettò - con minor successo - oggetti che si spingevano nel settore dell'elettrodomestica (rasoi, ventilatori, scope elettriche). Il suo logo era costituito da una cartina stilizzata dell'Europa attraversata dalla scritta "Europhon" in stampatello. Oggi il nome Europhon non è più utilizzato.

## Storia

### Gli anni cinquanta: laEbesa s.r.l.eKosmophon
Fu fondata a Milano nel 1949 dalla famiglia di Andrea Zenesini; dapprima si occupava di assemblaggio di prodotti elettronici. L'azienda cambiò diversi nomi: Mignon e - in seguito - Ebesa s.r.l., saranno quelli più longevi. I prodotti - apparecchi radio in onde medie, corte, lunghe (RM52, K558, TR90) o giradischi - erano marchiati quasi esclusivamente Kosmophon, con una scelta anticipatrice per i tempi, volta a rivolgersi a diverse fette di mercato con marchi differenti. Il primissimo logo fu ricavato dalla stilizzazione della parte superiore del mappamondo, sovrastata da una K. In seguito, il logo divenne uno scudo la cui parte superiore era costituita dal fronte del Castello Sforzesco, la scritta Kosmophon in corsivo, sovrastante una stilizzazione del biscione milanese. Le attività della Ebesa, nel volgere degli anni cinquanta, crebbero fino al punto di portare alla divisione della propria sede amministrativa - spostandola in viale Tunisia - e alla trasformazione in stabilimenti produttivi della zona di via Mecenate, dove l'azienda, negli anni precedenti, aveva utilizzato una serie di stabili: nel 1958, fu costruita una fabbrica ex novo in via Mecenate 86.

### Gli anni sessanta
Con la nuova sede, che comprendeva anche uno spazio espositivo, gli uffici di ricerca e sviluppo, e zone di produzione pilota, la ditta assunse la denominazione definitiva di Europhon e adottò il nuovo logo. Alcuni prodotti - già a listino - furono venduti con il nuovo logo anche se la strategia dell'utilizzo di diversi marchi caratterizzerà l'intera esistenza di quella che sarà una delle multinazionali dell'elettronica degli anni sessanta, creando non poca confusione nella catalogazione.
Il successo per Europhon giunse nel corso dei primi anni sessanta, quando la società si espanse e creò altri stabilimenti di produzione: a Quistello, Bozzolo (MN), Castelleone (CR) e Trino (VC), arrivando a impegnare fino a 1 100 addetti, con una produzione mensile di 125 000 pezzi assemblati. Al contrario di altre aziende, Europhon comprese sempre la necessità di abbattere i costi acquistando componenti da altri produttori specializzati, soprattutto italiani.
Il successo di Europhon, oltre all'idea di una campagna pubblicitaria pressante di ispirazione anglosassone, fu dovuto alla capacità di incontrare le richieste del pubblico di oggetti semplici ed economici, dai colori e dal design particolare; a questi, Europhon si dedicò quasi esclusivamente durante la prima parte della propria attività: radio e giradischi amplificati. Per le prime, la ditta si sbizzarrì proponendone varie versioni. Notevole anche la produzione di apparati tascabili a transistor: Personal, Poket, la serie SB. Per quanto riguarda i giradischi amplificati, ne vennero prodotti piccoli apribili (anche sotto forma di fonovaligie - soprattutto negli anni sessanta, periodo in cui andarono di moda - e provvisti anche di ricevitore radio). Ampia fu la produzione di mangiadischi (quali il Fonojet 700, Super Jet), e impianti di medie dimensioni a casse separate intesi per l'uso a scaffale. Oltre a questi, furono prodotti apparati multifunzione combinati a mobile di medio ingombro quali l'ES200 (filodiffusione-giradischi-radio).
L'attenzione di Europhon alle novità tecnologiche ancora non giunte in Italia si deduce, oltre che dall'uso di circuiti comuni nel caso dei primi combinati (radio più giradischi), dall'introduzione precoce dei ricevitori abilitati alla modulazione di frequenza, nonché dallo sviluppo - a inizio anni sessanta - di giradischi stereofonici portatili (il CZ-70/s). Europhon produsse anche radiogadget pubblicitari conto terzi, sia utilizzando propri oggetti di linea sia assemblandone ad hoc; discreto successo ebbe nel 1969 una radio in FM dalla forma di una bottiglia e con l'insegna del liquore all'uovo Vov, anche se ne venivano prodotte, usando la stessa bottiglia (anche in onde medie, o come ricetrasmittenti) per Cynar - con tanto di etichetta anteriore e posteriore che riportava consigli per la preparazione dei cocktail - nonché per il distributore italiano di Pepsi-Cola e altri. Al contrario, gli oggetti di design di Europhon, quali i radio-orologi disegnati da Adriano Rampoldi (serie H10, 20 e 30) e le radio-lampade, introdotte alla fine del decennio, verranno semplicemente marchiati su richiesta di aziende esterne.
Negli anni sessanta, l'Europhon si dedicò anche ad altri generi di oggetti, alcuni dei quali destinati a costituire settori produttivi stabili nel tempo. È il caso dei televisori; dal "Gran Gala" 23' del 1961, attraverso il "Custom de Luxe", fino ai tv color dai 14 ai 29 pollici. In misura minore, la ditta produrrà piccoli elettrodomestici. Per un certo periodo, Europhon continuò anche a produrre componenti separati per la catena di riproduzione audio, da montare nelle discoteche di allora o nei mobili ancora prodotti da aziende artigianali: un esempio è il piatto CF59.
Già dall'inizio degli anni sessanta, infine, ispirandosi stavolta al modello postvendita statunitense, Europhon aveva sviluppato una propria rete ufficiale di assistenza, cercando di fidelizzare la clientela anche per le riparazioni fuori garanzia, altrimenti effettuate negli allora numerosi laboratori multimarca. Solamente a Milano erano ben tre i punti di riferimento: via Mecenate 86 (anche luogo di produzione), via Moscova 40/2, via Brioschi 56. Nell'intera Italia, 33 erano i centri nel 1961. A differenza di altre aziende, la presenza di depositi e centri assistenza lungo la penisola fu capillare. Al volgere del decennio vi erano - sempre in Lombardia - centri a Bergamo (via San Bernardino 71), Brescia (via A. Mario 2), Cremona (via Aporti 2/A), Mantova (Quistello). Tre i centri in Piemonte: ad Alessandria, Biella, Torino (in via Artisti 31 bis); Bolzano, Padova e Verona per il Veneto, Trieste e Ronchi dei Legionari per il Friuli-Venezia Giulia, Genova; Europhon era poi a Bologna, Parma, Faenza per l'Emilia Romagna, a Firenze (in viale Fratelli Rosselli 59-65, dove si affiancò all'assistenza Emerson fornita dalla licenziataria SICART, inizialmente ubicata solo presso il n. 61), Perugia, Ancona, Roma (via Gramsci 48), Pescara, Napoli e Bari. Tre erano i centri in Calabria (Catanzaro, Cosenza, Reggio Calabria), quattro in Sicilia (Catania, Messina, Palermo, Trapani), e uno in Sardegna, a Cagliari. Nelle grandi città, i centri Europhon erano filiali monomarca, che si occupavano della vendita, del magazzino, e dell'assistenza post vendita per privati ed aziende.

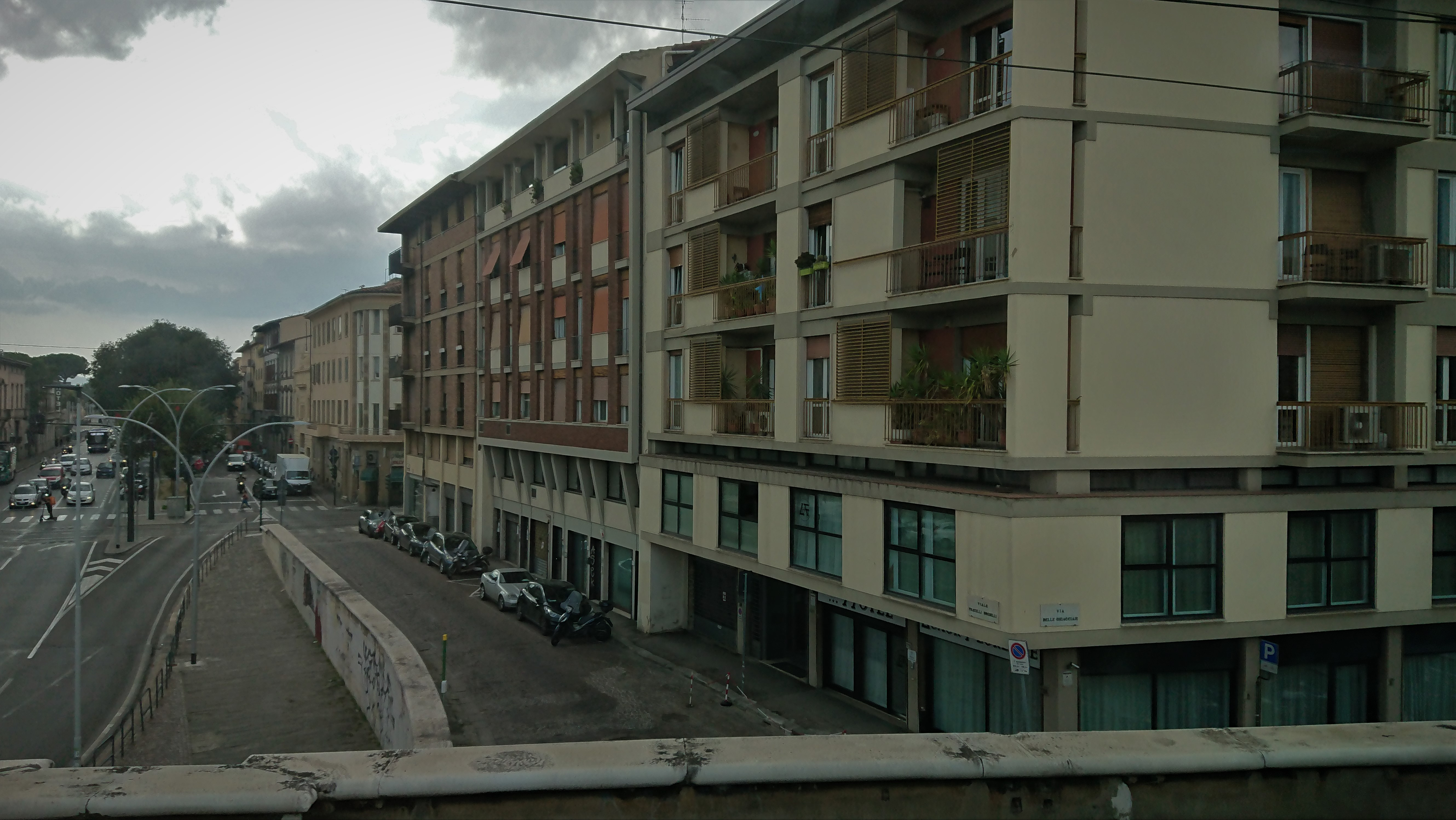
Veduta della sede del centro assistenza di Firenze, in viale Fratelli Rosselli n.59-65

### La fusione italo-tedesca
Europhon, i cui quadri erano allora abituati ai contatti con l'estero, fu tra le prime aziende italiane a percepire - sul finire degli anni sessanta - le potenziali conseguenze dell'arrivo imminente della concorrenza asiatica. La dirigenza comprese quindi l'importanza di trovare alleati all'estero per la ricerca e sviluppo di nuove tipologie di oggetti, nonché per il loro assemblaggio e distribuzione. Al contempo, per non soccombere all'invasione dei marchi orientali, i dirigenti dell'epoca si resero conto dell'importanza di puntare nuovamente sulle nuove linee di marchio. In questo modo, si pensava di distaccare il nome aziendale "Europhon" dal rischio di essere associato, nella percezione del pubblico, solo a oggetti di basso prezzo.
Fin dal 1970 venne aperta una filiale commerciale in Germania, a Ottobrunn, denominata Europhon Service GmbH. Peculiari furono le scelte di marketing della controllante italiana per la scelta dei mercati di diffusione degli oggetti. Alcuni prodotti - quali la radio da scaffale amplificata RC626S - nata sull'onda delle mode dei paesi nordici, non vennero mai importati ufficialmente in Italia. Al contrario, in Italia vennero assemblati oggetti destinati all'esportazione (quali il giradischi AG350SH, che nasceva con scritte in tedesco). La scelta dei mercati di destinazione mostrò alcuni segni di disorganizzazione, con ripensamenti e dirottamenti dell'ultimo minuto su paesi diversi, che non pregiudicò - nel corso del decennio successivo - l'utilizzo di impianti tedeschi (o francesi) per la costruzione di pezzi marchiati come Europhon o altri suoi marchi.
In relazione al secondo aspetto, l'azienda lombarda riprese a commercializzare i propri prodotti anche utilizzando altri marchi minori, quali Euronic, Eurostar e altri. Marchi diversi furono utilizzati anche per commercializzare oggetti che si decise di non vendere più come Europhon, oppure assemblati in altri stabilimenti o per mercati diversi. Si trattò, anche in questo caso, di un'intuizione pionieristica; Europhon rilevò infatti il saper fare di aziende in chiusura, il cui nome era però ancora conosciuto fra i consumatori, utilizzando poi tale nome per continuare a commercializzare parte dei loro cataloghi o marchiare i propri oggetti. In questo modo, Europhon poté anche conseguire il risultato di conquistare aree di mercato già appartenute alla propria concorrenza, secondo una strategia aziendale che sarebbe divenuta celebre negli anni successivi. Esemplare è il caso della ItalRadio S.A. di Torino: questa, costituita nel 1932, si era fusa, negli anni, con la concittadina Eterphon, chiudendo quest'ultima per cederne il database progetti alla Kennedy e usandone il solo logo, oltre a iniziare una produzione sotto il nome Kosmophon. Al pari di molte altre piccole aziende, surclassate dalla produzione e dai costi delle grandi produzioni, anche ItalRadio, nel 1966, dovette arrendersi all'assorbimento da parte del gruppo Magnadyne, allora forte, che inglobò una serie di aziende e marchi (oltre a Italradio, anche Kennedy, Damaiter,  Eterphon, Radioson, Raymond, Visiola, Nova). Europhon, a quel punto, decise di riprendersi il marchio Kosmophon -  aggiungendolo di nuovo, come etichetta, alla propria scuderia di nomi impiegati per i prodotti base di Europhon.

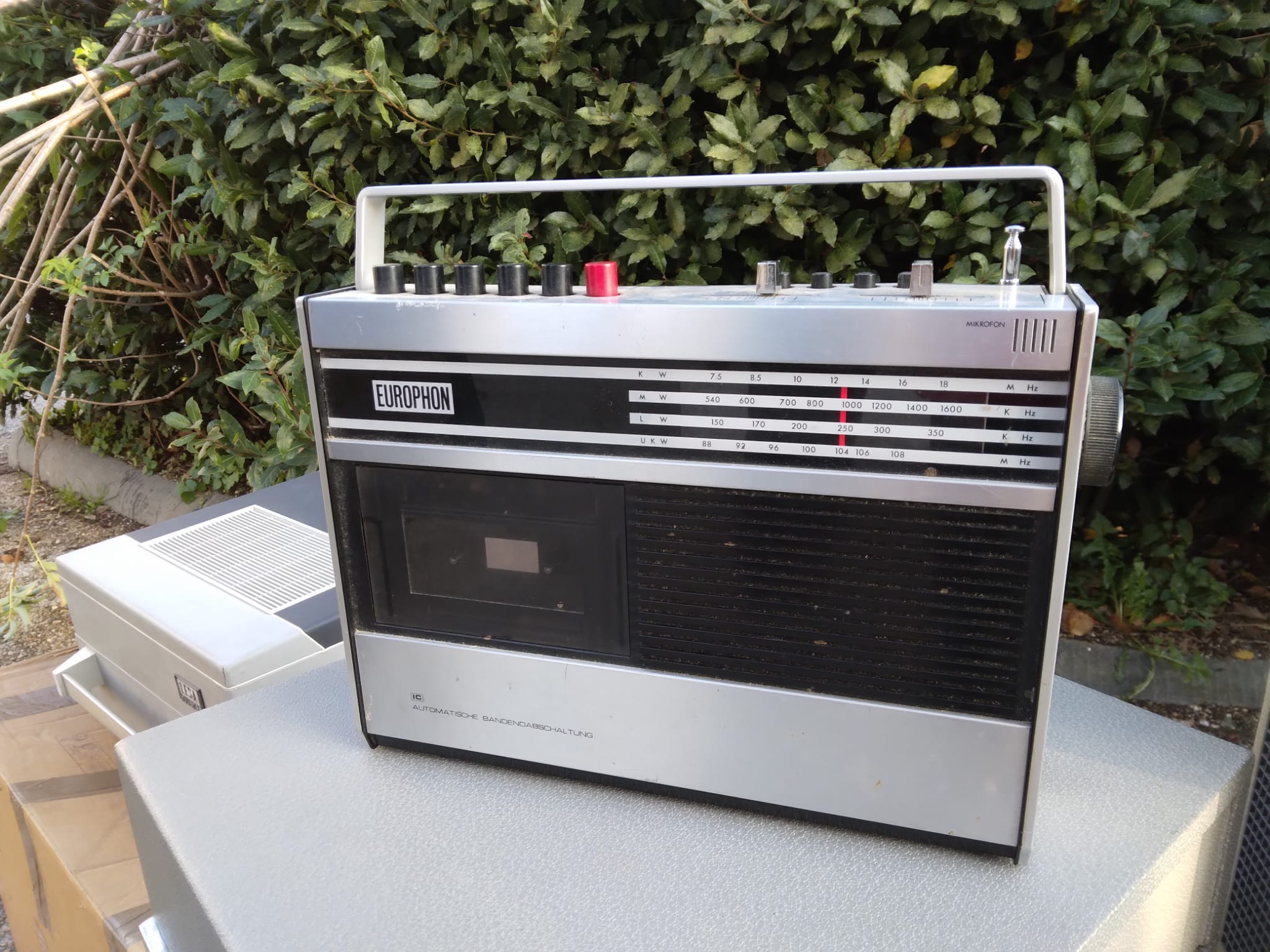
Registratore con radio prodotto dalla Europhon tedesca per tale mercato (fine anni 70 inizio anni 80)

### Gli anni settanta e il design
Negli anni settanta Europhon progettò un'entrata nel mondo dell'alta fedeltà, allora promettente, in cui il dominio dei produttori giapponesi e americani si scontrava con produzioni minori come quelle Hirtel o Milani. Come avvenne in altre ditte a carattere industriale, però, fu la dirigenza a non credere all'alta fedeltà, a seguito di proiezioni sugli investimenti necessari, confrontate con i risultati attesi e con la risposta da parte del pubblico. Così, se durante il corso degli anni settanta Europhon continuò in effetti a lavorare - in termini di ricerca e sviluppo - anche sull'evoluzione qualitativa della stereofonia, questo non porterà a impieghi pratici.

Al contrario, sul design gli investimenti furono notevoli: grazie alla collaborazione di progettisti di livello, pur mantenendo componenti di livello standard, Europhon riuscì a vestire e commercializzare in breve tempo oggetti di disegno industriale destinati a lasciare un certo seguito nella storia del costume. Se già nel 1966 era stato lanciato lo stilofono (una radio in un portapenne) e stadio (un pallone-radio sonoro, primo di vari gadget commerciali che la ditta produsse), seguendo l'idea del sistema ibrido, nel disegno di oggetti ibridi (orologio e radio, luce e radio), la penna di designer quali Adriano Rampoldi racchiuse icone di un certo successo del decennio: il radiorologio (nelle versioni h10 h20 e h30 a seconda delle bande radio coperte: OM, OM/OL, OM/OL/FM) o la radiolampada (un abat-jour in stile space age con radio OM).

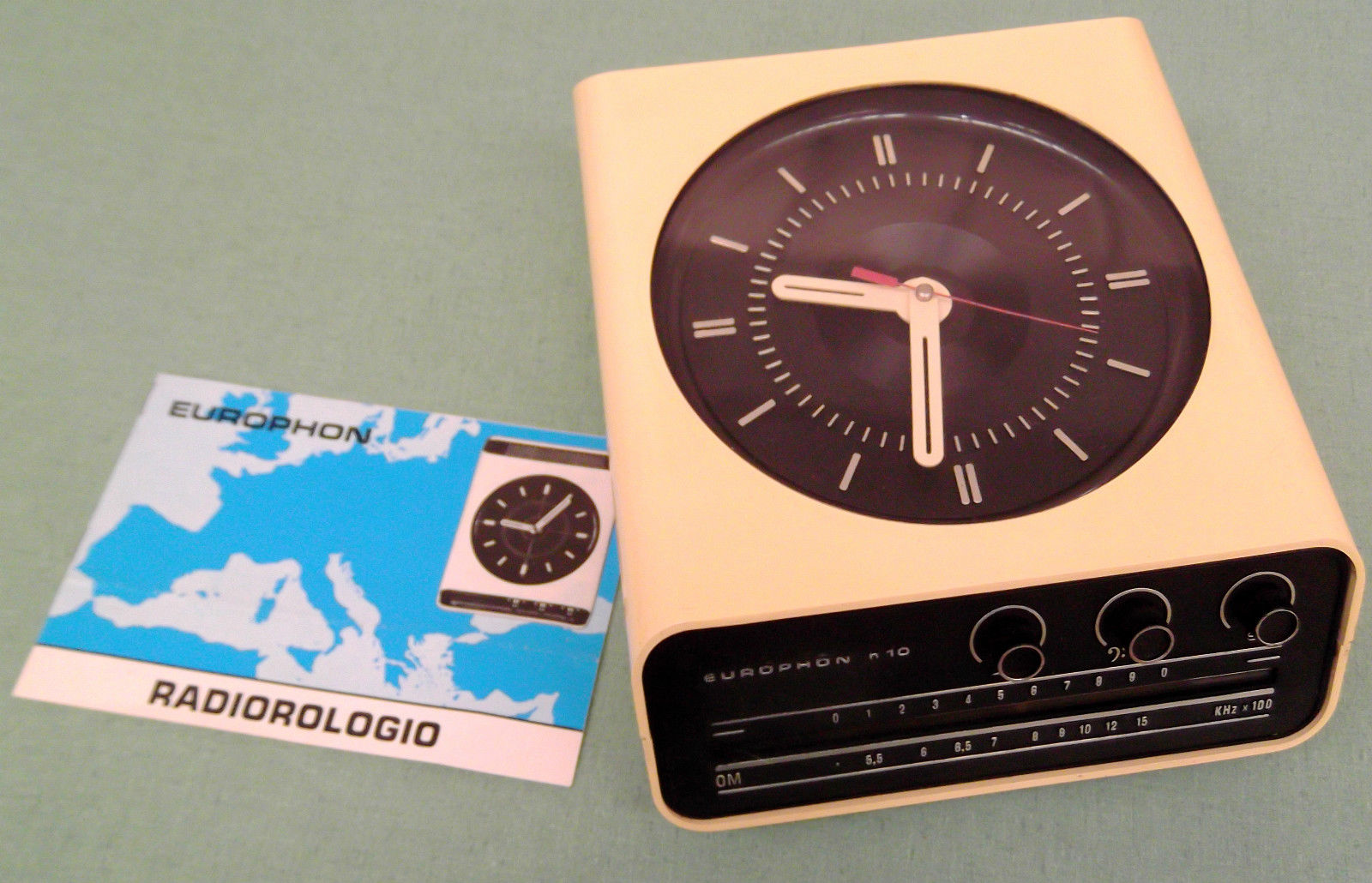
Europhon H10

La fine del decennio coincise con la moda dei primi compatti "a tavolo" di allora, che incorporavano - in un oggetto unico - giradischi, piastra per audiocassette e radio, con casse separabili. Europhon sfruttò allora il sistema del centro dell'intrattenimento : dapprima con una serie di apparecchi stereofonici; poi tentando anche di promuovere la quadrofonia (storpiatura dall'inglese, in Italia chiamata anche quadrifonia o quadrafonia), con sofisticati quanto delicati apparati a quattro casse separate; esempi ne sono il RCR10000 e il P163. Pochi furono però i supporti prodotti (dischi in vinile, cassette) e poche le radio attrezzate per tale tecnologia.
La ricerca interna - infine - produsse nel settore audio e video gli ultimi frutti interessanti: fu lanciato un sistema di controllo senza fili degli apparecchi stereo e delle loro funzioni e, nel 1979, col televisore CTV 16000, Europhon lanciò un sistema elettronico in grado di "riconoscere" le emittenti selezionate.
Il volgere degli anni settanta mostrava però un'Europhon che, nonostante una notevole forza di inerzia in grado di mantenerla fra le principali aziende italiane, era priva - al pari di molte altre realtà dell'elettronica di consumo, aggredite dal mercato orientale degli economici da una parte, ed estromesse dalla nicchia dell'alta fedeltà dall'altra - di una reale visione strategica e commerciale: l'azienda si proiettava verso il futuro sperando di fronteggiare la crisi generale dell'elettronica di consumo italiana solo contando sul mercato base e sui grandi numeri di vendita; mercato e numeri oramai saldamente in mano agli orientali. Gli stessi oggetti di design, meno richiesti nel decennio alle porte, subirono un calo di vendite. A questo, si aggiungano le vicende personali dell'amministratore Zenesini, e della sua famiglia, che lo portarono - nel 1978 - ad abbandonare per lungo tempo l'impresa che aveva fondato.

### Gli anni ottanta e la crisi
Con gli anni ottanta Europhon, abbandonato il design, si avventurò in un ultimo tentativo di excursus all'interno del mercato dell'alta fedeltà, lanciando componenti separati oggettivamente superiori rispetto al proprio passato: si ricordano le serie Rck2000, Rck2900, Rck 3005, Rck305, rCK350, Rck3900, Rck4040. Spesso con minime evoluzioni fra loro, una lettera dopo il codice identificava la funzione dell'oggetto (P per piatto, C per piastra, T per sintonizzatore, A per amplificatore). E fu solamente negli anni ottanta inoltrati che Europhon elevò gli standard dei propri apparecchi al DIN 45500, il livello qualitativo che, in base agli accordi del 1973 avrebbe dovuto permettere ai costruttori di marchiare i propri apparecchi come hi-fi. Questi apparecchi sono marchiati "Europhon International" a significare il connubio italo-tedesco, e prodotti soprattutto in Germania. Nonostante ciò, Europhon non si scrollò mai di dosso la reputazione di produttore di oggetti del segmento economico.
In questo periodo Europhon, intuendo le potenzialità del prodotto, progettò e produsse anche uno dei pochi lettori compact disc made in Italy. Fra le ultime marche italiane a mantenere almeno l'assemblaggio finale in Italia (già da tempo i componenti provenivano invece da altri paesi), Europhon poté continuare  - per qualche tempo - a progettare e produrre - sempre in linea con l'epoca -  sia stereo a cubo da casa (con giradischi, lettore cassette, radio, e casse) sia i "boombox", gli stereo da "spiaggia" o da "strada", quali il Jumbo. Continuò anche la vendita di televisori anche se, di fatto, ormai basati su elettronica acquistata.
La realtà è però che - già dall'inizio del decennio - Europhon è in crisi. Al pari di quasi tutte le imprese di elettronica di consumo italiane, o con stabilimenti sul territorio (la Grundig di Binasco, la Telefunken di Milano, la Voxson, Brionvega)  sopravvissute alla prima ondata dei prodotti asiatici degli anni settanta, anche l'azienda della radiolampada non riusciva più a far quadrare i bilanci. Negli anni settanta le ditte in cattive acque (Lesa, Magnadyne) erano già finite sotto la gestione unificata di un progetto di finanziaria elettronica "di stato" - Seimart (Società Esercizio Industriale Manifatturiere Radio e Tv), costituita da una finanziaria piemontese con soci Cassa di Risparmio di Torino, Istituto Bancario San Paolo, Banca popolare di Novara, la Finanziaria Regionale Piemontese, FIAT, FINDI (Pianelli e Traversi), che avrebbe dovuto ottimizzare il settore, attraverso una finanziaria pubblica per il salvataggio delle aziende in crisi - la GEPI. Il progetto non aveva dato i frutti sperati e così, per gli anni ottanta, liquidata la Seimart, le forze politiche avevano optato per la creazione di una finanziaria pubblica specializzata direttamente in elettronica: REL (Ristrutturazione Elettronica Spa), varata nel 1982, che si affiancasse a GEPI come braccio finanziario. L'ambizione sarebbe stata quella di poter creare, attraverso delle iniezioni di capitale e un'opera di riorganizzazione, un nuovo polo dell'elettronica civile, dove alcuni marchi, selezionati per settore, avrebbero trovato il proprio posto di mercato, salvando però personale e stabilimenti.
Di fatto, però, nel corso degli anni divennero troppe le aziende in crisi, e di grandi dimensioni (Imperial e Sèleco), alcune irrecuperabili sia nel saper fare sia nel marchio (quali, ad esempio, Ultravox e la stessa Voxson). Europhon entrò quindi nei progetti di rilancio con uno dei tanti piani - approvato dal CIPI nel 1983 - che prevedeva la creazione di una "società operativa" comprendente anche Zanussi, Indesit e la Voxson, diventando una delle partecipate di REL; pur ricevendo finanziamenti per 23 miliardi di lire, le vendite e l'utile non ripresero mai quota. Un successivo piano, approvato nel 1986 -  segnò quindi il destino degli stabilimenti di Milano (salvo la parte non produttiva) e una razionalizzazione di Quistello, Bozzolo e Castelleone. Nel 1987 fu evidente come non vi fossero alternative alla chiusura, ponendosi quindi il problema della ricollocazione dei dipendenti e della sopravvivenza degli stabilimenti. Lacerata da vertenze sindacali e ricorsi giudiziari, in una contingenza storica sfavorevole, l'azienda - che continuò comunque la produzione per tutto il decennio - non ebbe alternative se non quella d'imboccare la strada della liquidazione. Con la fine degli anni ottanta cessa l'attività di Europhon, che viene posta in liquidazione nel maggio del 1989 con la sospensione di ogni attività produttiva.

### Anni novanta: la cessazione dell'attività
Dopo un ultimo tentativo - sulla carta - con Delibera CIPE del 1990, di rilanciare parte dell'attività, nel 1991 Europhon, oramai parte del gruppo GEPI S.p.A. - REL S.p.A. sotto la gestione REL, chiude definitivamente, divenendo una questione meramente occupazionale e fiscale. Da una parte, infatti, molti dei dipendenti Europhon finirono in cassa integrazione guadagni, o subirono ricollocazioni precarie fuori sede, inattuate (presso Hantarel),  e mobilità. Nonostante la cancellazione del logo Europhon dalle produzioni, una parte degli stabilimenti dell'azienda di Zenesini - quella di Quistello - poté essere riutilizzata con l'impiego degli stessi dipendenti. La rete europea intessuta da Europhon, basata su accordi, si era nel frattempo completamente dissolta: la Europhon Service GmbH  si trasformava in Europhon Deutschland Gmbh, soggetto giuridico senza più alcun nesso con la casa madre, operante nel segmento ricevitori satellitari, per poi cessare ogni attività. A questo punto, Europhon - in quanto azienda  - aveva cessato di esistere.

### Gli stabilimenti Europhon
Alcuni degli impianti produttivi sono stati riconvertiti, riutilizzati, abbattuti o si trovano in stato di abbandono. A sopravvivere in forma operativa, con una certa continuità settoriale con la storia precedente (e detenendo il marchio Europhon) anche se si tratta di un soggetto diverso, è stato - per alcuni anni - il solo stabilimento di Quistello, in via Zenesini 12, che divenne la sede di "Europhon Topvision", continuando a produrre dapprima televisori a colori, e - in seguito - con il solo nome di Topvision, schede logiche e numeriche. Lo stabilimento di Milano in via Mecenate 86, parzialmente ristrutturato, è stato riconvertito ad altre attività.

## LaEurophon s.p.a. in liquidazione
La Europhon s.p.a. in liquidazione ha proseguito - sulla carta - una propria sopravvivenza meramente cartolare connessa alla gestione delle lunghe fasi necessarie per concludere le procedure di dismissione amministrativa e fiscale di una realtà a partecipazione statale fra le tre più grandi d'Italia, nell'elettronica di consumo (assieme a poche altre: LESA e Infim-Magnadyne). Con sede a legale a Milano, in via Comelico 44, si sono tenute negli anni novanta e duemila le assemblee ordinarie, presso gli studi associati che ne hanno curato le attività di liquidazione e concordato preventivo. L'ultimo atto, il  bilancio finale di liquidazione - approvato nel giugno del 2012 - pare aver scritto la parola fine alla storia.

## Il marchioEurophon
Il marchio, in Italia, non è più stato utilizzato anche se il detentore dello stesso continua a essere la Topvision.

## Sponsorizzazioni
- Dal 1960 al 1970 l'Europhon fu sponsor ufficiale della Milano Baseball 1946, famosa squadra di baseball milanese che in quel periodo si chiamava Europhon Milano e vinse otto campionati nazionali.